# ミルパ・アルタ
ミルパ・アルタ（スペイン語: Milpa Alta）はメキシコシティを構成する16の管轄区域のひとつ。メキシコシティ南東部に位置し、メヒコ州およびモレロス州と境をなす。面積は2番目に広いが、人口はもっとも少ない。メキシコシティでもっとも伝統的な地域である。

## 地理
ミルパ・アルタはメキシコシティ南東部に位置し、ソチミルコ、トラウアック、トラルパンに接する。南部はモレロス州、東部はメヒコ州と境をなす。面積はトラルパンに次いで2番目に広く、268.6平方キロメートルである。火山の峰からなる入り組んだ土地だが、新生代に形成された小さな平地がある。全体が保護地域に指定されており、帯水層および森林が重要と考えられている。森林、田園、放牧地が地表の98.1%を占める。
平均標高は2,420メートルで、2,300メートルから3,600メートルまでの幅がある。メキシコシティとモレロス州を分けるトランスメキシコ火山帯およびシエラ・チチナウツィン火山帯の一部分をなす。標高の低い方からアフスコ＝テウトリ、トピレホ＝ミルパ・アルタ、セロ＝トリクアヤの3つの地域に分けられる。
ミルパ・アルタの名はビジャ・ミルパ・アルタの町に由来するが、トラウアックやソチミルコと異なって、人口はひとつの町に集中するのではなく、12の主要な町（1つのビジャと11のプエブロ）から構成される。主要な町には以下がある。
- ビジャ・ミルパ・アルタ（古くはマラカチテペクと呼ばれた）
- サンペドロ・アトクパン
- サンフランシスコ・テコスパ
- サンタアナ・トラコテンコ
- サンロレンソ・トラコユカン
- サンフアン・テペナワク
- サンアグスティン・オテンコ
- サンパブロ・オストテペク
- サンヘロニモ・ミアカトラン
- サンバルトロメ・シコムルコ
- サンサルバドル・クアウテンコ
- サンアントニオ・テコミトル

ビジャ・ミルパ・アルタはいくつかの地区(barrio)に分かれる。

## 人口
ミルパ・アルタはメキシコシティでもっとも人口が少なく、2010年に130,582人だった。その約半数がビジャ・ミルパ・アルタおよびその周辺に住み、人口の80%が40歳未満である。社会構造は伝統的で、給料の払われる仕事の大部分は男性によって担われ、女性は家で働く。家族経営の仕事に就く女性も多いが、一般的に給料は払われない。犯罪率はもっとも低いが、男性が飲酒によって家庭内暴力に及ぶ問題がある。メヒコ州、プエブラ州、オアハカ州などからミルパ・アルタに移住する者がある一方で、外に移住する人がほとんどいないため、人口は増加する傾向にある。
ミルパ・アルタはメキシコシティの中でナワトル語を話すコミュニティが今も残っている数少ない地域のひとつであり、2007年において4,007人が先住民言語を話していた。地域内でナワトル語の使用を保護・促進するための努力が払われている。
ナワ族は基本的にカトリック教徒であるが、その中に先住民の信仰が混在している。その多くは農業の日取りと関係し、しばしば聖人崇拝と結びつけられている。ナワ族の伝統的医学は現代医学と組み合わされて現在も用いられている。1950年代からエホバの証人などの福音主義がこの地にはいりこんだ。
ミルパ・アルタには劇場、ショッピングセンター、スーパーマーケット、ホテルがないが、多くの伝統的な祭を保存している。毎年約700の祭が開催され、1日あたり約2つの祭がどこかで開かれていることになる。この祭のために年に120万人がミルパ・アルタを訪れる。

## 産業

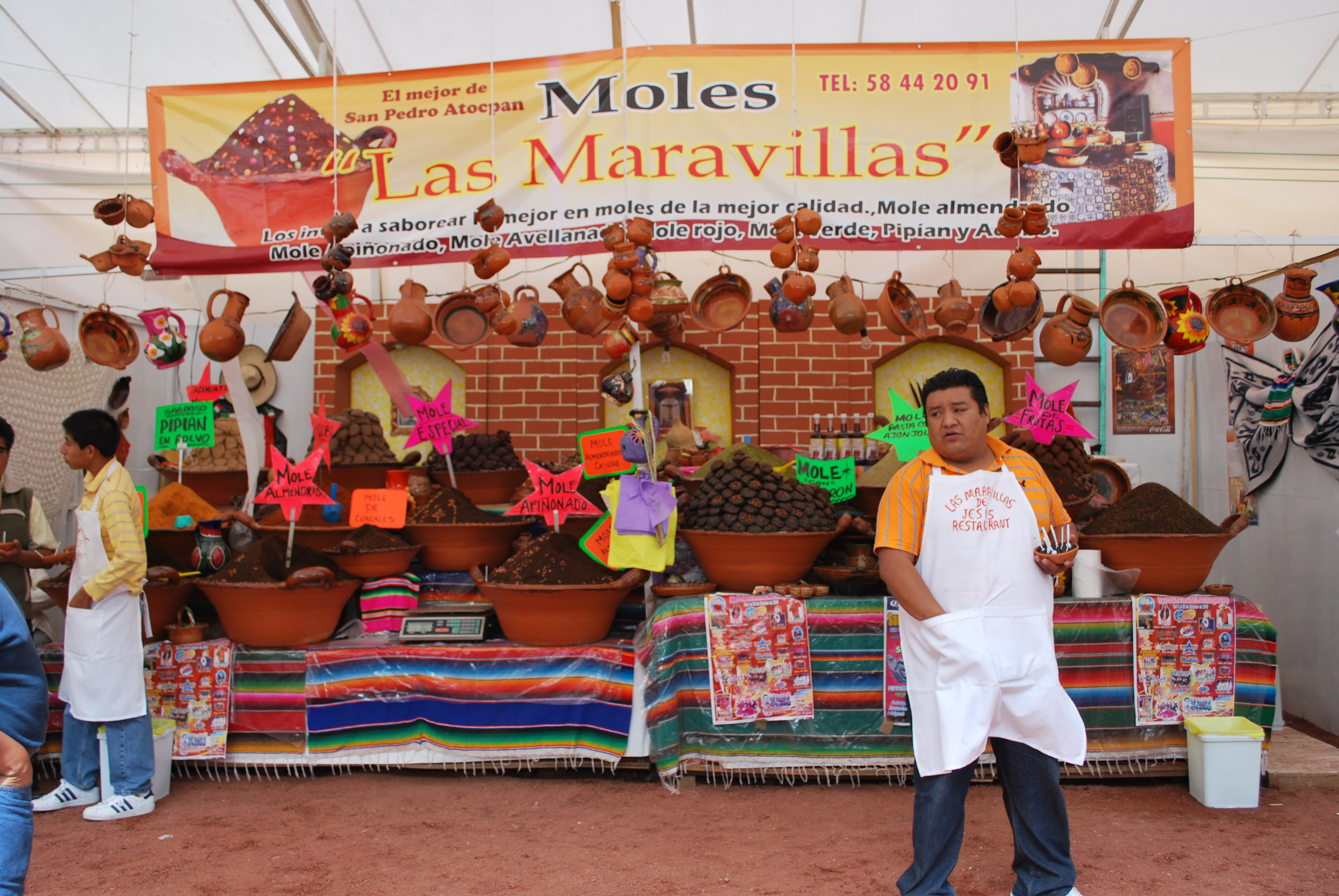
モーレの販売

経済的にはもっとも貧しく、人口の48.6%が貧困線未満とされる。しかしながら社会経済学的周縁化の度合は低いともされている。この矛盾の原因は、経済活動が現金で行われ、すべての経済活動が記録されているわけではないためと考えられる。土地の大部分はエヒドなどによって共有されている。土地に正式な所有者がいないために不法な集落の存在を許してしまう問題がある。
主要な産業は農業で、トラクターなどの機械の導入によって効率化されたこと以外は今も伝統的な方法で行われている。もっとも重要な作物はノパル（オプンティアの一種）で、いたるところで見かけることができる。他にはトウモロコシ、豆類、飼料、蜂蜜などが作られる。プルケは地域内で消費するために作られる。重要な加工製品にバルバコアがあり、メキシコシティの大部分の伝統的な市場や路上で週末に販売される。モーレの材料になる粉末の生産も重要である。

## 交通
公共交通機関としては13の路線バス、および個人の請負業者による23のマイクロバスがある。メキシコシティ中心部からミルパ・アルタまでは公共交通機関で約2時間だが、交通事情が悪ければ3時間かかる。しかし2012年にメキシコシティ地下鉄12号線の駅がミルパ・アルタ近くまでやってきたため、そこからバスに乗りかえればよい。

## 歴史

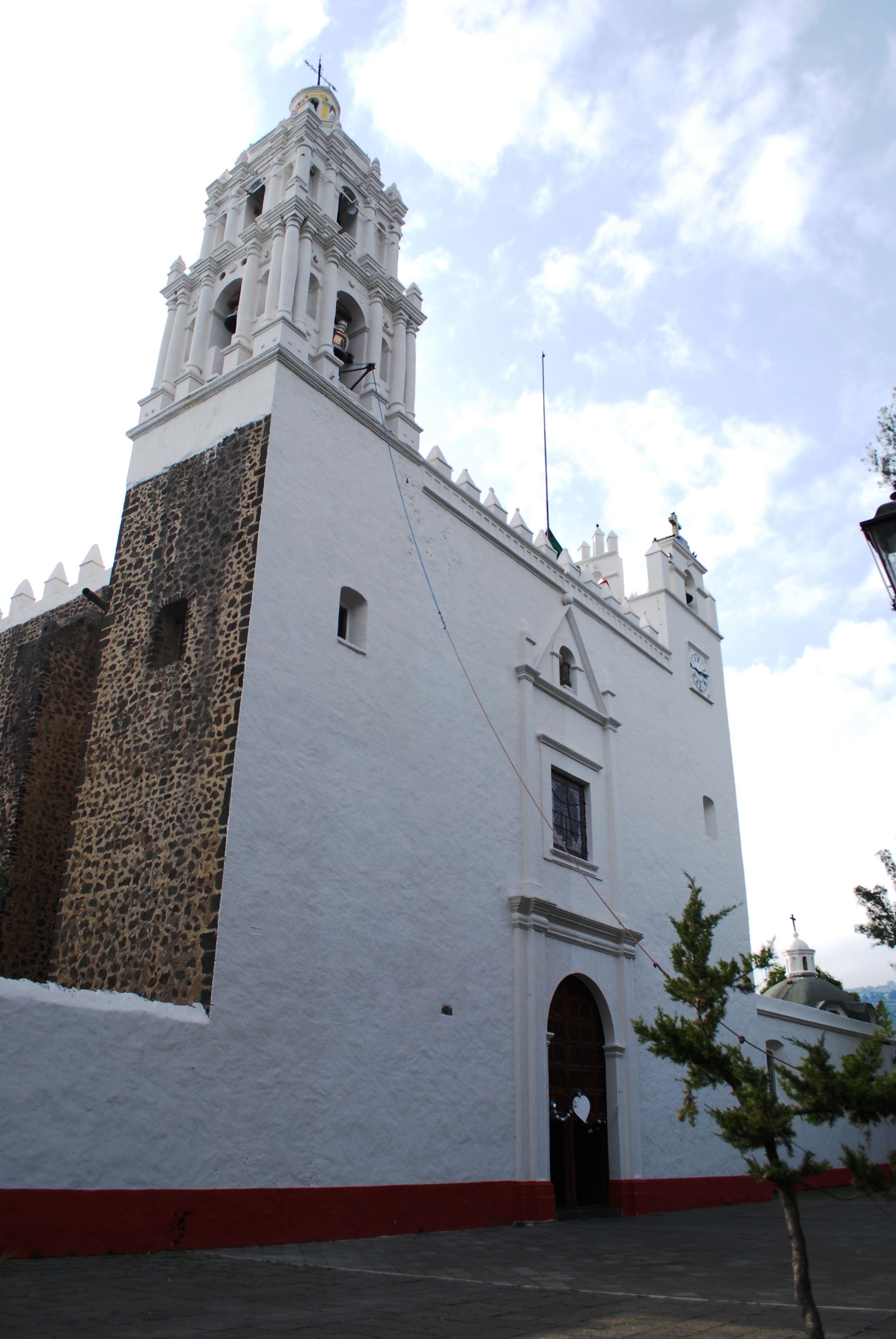
アスンシオン教会

「ミルパ・アルタ」とは「高地のトウモロコシ畑」を意味する。アルタはスペイン語で「高い」という意味で、ミルパはナワトル語由来のメキシコ・スペイン語でトウモロコシ畑をいい、ほかにカボチャやリュウゼツランなどの作物も栽培される。ナワトル語ではマラカチテペク・モモシュコ (es:Malacachtépec Momoxco) といい、「山に囲まれた祭壇の場所」を意味する。さまざまな火山があるところからこの名がつけられた。
1240年ごろ北からチチメカがメキシコ盆地に移住してこの地に定住したが、1440年にメシカの支配下に入った。スペイン人は先住民が土地の所有者であることを認めたが、貢納とキリスト教への改宗を要求した。植民地時代を通じてメキシコ盆地の他の地域とくらべてスペイン人との接触が少なく、先住民の伝統を多く保存し続けた。フランシスコ会の宣教師は聖母の被昇天(Asunción de Nuestra Señora)を守護聖人とした。1570年に修道院と教会の建設がはじまったが、完成まで100年かかった。
メキシコ独立革命後、この地域ははじめメヒコ州の一部だった。1854年からアントニオ・ロペス・デ・サンタ・アナによってメキシコシティ連邦区が拡大され、今のミルパ・アルタの一部がその中に編入された。1903年に連邦区がさらに拡大され、今のミルパ・アルタ全体を含むようになった。1928年にメキシコシティに13の区が置かれ、ミルパ・アルタはその1つになった。
ミルパ・アルタの都市化は他の地域より遅れたが、20世紀後半以降トウモロコシの生産が減少した。都市化に関連して、不法な集落や共有地の占拠、および違法伐採が問題になっている。